# Пислинг, Зигмунд
Зигмунд Пислинг (нем. Siegmund Pisling; 22 июня 1869, Вена — 1 сентября 1926, Цукмантель, ныне Злате-Гори, Чехия) — австрийский и немецкий музыкальный критик.
Родился в еврейской семье, двоюродный племянник публициста Теофила Пислинга. Крещён в 1908 году.
Учился в Венской консерватории у Роберта Фукса, Рихарда Хойбергера и Рихарда Штёра, изучал также историю искусств в Венском университете у Йозефа Стржиговского. Занимал должность секретаря Общества друзей музыки, печатался как критик в различных изданиях, в том числе в Signale für die musikalische Welt. Выступал также как пианист, аккомпанируя выступлениям вокалистов и струнников.
После 1914 года жил и работал в Берлине. Некоторое время преподавал в консерватории под руководством Трауготта Окса. Считался одним из ведущих музыкальных критиков города, работал в газетах Nationalzeitung и 8-Uhr Abendblatt, где отстаивал интересы «новой», модернистски ориентированной музыки. Мысль Пислинга о том, что Арнольд Шёнберг расширяет горизонты новой музыки, превращая в звуки тоску и истерию, использовалась нацистами для очернения композитора как представителя «дегенеративной музыки». После смерти Пислинга на его место в 8-Uhr Abendblatt безуспешно претендовал Теодор Адорно, однако в итоге его сменила жена покойного, певица и пианистка Нора Боас.